# Une histoire d'amour (téléfilm)
Pour les articles homonymes, voir Une histoire d'amour.
Une histoire d’amour est un téléfilm français écrit et réalisé par Jacques Krier, diffusé le 27 septembre 1963. 

## Synopsis
Jean et Anouk, mariés depuis huit ans, habitent dans un grand ensemble de Sarcelles et sentent la lassitude s’immiscer dans leur couple. Ils décident donc de partir en vacances, les premières depuis qu’ils sont mariés, sans leurs enfants. Ils espèrent que cet aparté en Haute Provence leur permettra de faire le point.

## Fiche technique
- Réalisation : Jacques Krier
- Images : Jean Graglia
- Scénario et dialogue : Jacques Krier
- Genre : Drame psychologique
- Format : Noir et blanc - 16 mm
- Durée : 51 minutes
- Année : 1963
- Production : Ina (RTF)

## Distribution
- Anouk Ferjac : Anouk
- Marc Michel : Jean
- Jacques Lassalle : Bernard
- Catherine Demanet (de) : Catherine

## Autour du film
C’est le troisième téléfilm de la série Qu’en pensez-vous ? avec Un matin à Glisolles (1961) et Le Grain de sable (1963) réalisé par Jean-Claude Bergeret.